# باکوف ناد ییزروو
باکوف ناد ییزروو (به چکی: Bakov nad Jizerou) یک منطقهٔ مسکونی در جمهوری چک است که در ناحیه ملادا بولسلاو واقع شده‌است. باکوف ناد ییزروو ۵٬۱۲۵ نفر جمعیت دارد.